# ブラインド・ウィリー・ジョンソン
ブラインド・ウィリー・ジョンソン（英語: "Blind" Willie Johnson, 1897年1月22日 - 1945年9月18日）は、主に1920年代のアメリカで活躍した、ゴスペルミュージシャン、ブルースギタリスト。宣教師としても知られた。

## バイオグラフィ
ブラインド・ウィリー・ジョンソンはゴスペル音楽界の先駆的存在であり、ギター・エヴァンジェリスト（ギター弾き語りの福音伝道師）として知られ、世俗的な音楽であるブルースは一切吹き込んでいない。ただし音楽の形式としては、ブルースの強い影響力がうかがえる。
優れたスライドギター奏者だったジョンソンのレコードは、ゴスペル界だけでなくブルース界にも多大な影響を与えた。歌詞の内容が宗教的なものであっても、容赦なくリズムを刻むギターとしわがれたヴォーカルは、初期のブルース歌手たちの強烈さに極めて近かった。その名前はスライド・ギター弾きたちやブルース・ファンたちから一様に畏敬の念とともに語られる。
ペンタトニック・スケールを使ったメジャー調のメロディと、同様に印象的なマイナー調の作品を交互に演奏し、低音の効いたしわがれ声で歌い、それがごくたまに心地よい中音域の声になるのだった。
彼のライヴ・パフォーマンスには時おり女性ヴォーカリストが参加していたが、たいていはソロで行われ、低音弦中心のフィンガー・ピッキングと正確なスライド奏法を織り交ぜたバッキング・ギターも自分で弾いた。彼が生涯を通じてレコーディングした作品は全部あわせても、時間にしてせいぜい90分そこそこであり、すべてが20年代後半にレコーディングされたものだが、その残された作品は、頑なな悲観論者の心も開かせる音楽の力が込められている。
彼は1927年から30年にかけてコロンビアで30曲を録音している。しかし、世界恐慌以降、レコード購買者が激減し、何曲かは1932年にヴォカリオンで再発売されたものの、その後ジョンソンにレコーディングの機会が再び訪れることはなかった。彼は1945年に亡くなるまでテキサス州ボーモントで暮らし、教会の集まりや街角で歌い続けた。死因は肺炎で、病院に連れて行かれたが病院側は盲目である事を理由に”診察を拒否した”という。
死後数十年経った1977年、ボイジャー計画におけるボイジャーのゴールデンレコードに、ベートーヴェンやモーツァルトと並び、彼の"Dark Was the Night, Cold Was the Ground"が収録されている。